# Albert George Wilson
| Odkryte planetoidy: 5 | Odkryte planetoidy: 5 |
| --------------------- | --------------------- |
| (1620) Geographos     | 14 września 1951      |
| (1915) Quetzálcoatl   | 9 marca 1953          |
| (1980) Tezcatlipoca   | 19 czerwca 1950       |
| (10000) Myriostos     | 30 września 1951      |
| (118162) 1951 SX      | 29 września 1951      |
| 1. 2.                 |                       |

Albert George Wilson (ur. 28 lipca 1918 w Houston, zm. 27 sierpnia 2012 w Sebastopol) – amerykański astronom i matematyk.

## Życiorys
W 1947 roku uzyskał stopień doktora na California Institute of Technology. W 1949 podjął pracę w Obserwatorium Palomar, a w 1953 w Lowell Observatory. Od 1962 roku pracował w czasopiśmie „Icarus”.
Był odkrywcą pięciu asteroid, a także współodkrywcą komety 107P/Wilson-Harrington, klasyfikowanej także jako planetoida (4015) Wilson-Harrington. Odkrył również nieregularną galaktykę karłowatą w gwiazdozbiorze Pegaza PegDIG (Pegasus Dwarf Irregular Galaxy) oraz cztery gromady kuliste: Palomar 3, Palomar 4, Palomar 5 i Palomar 13.